# Sportpalota (Kijev)
A Sportpalota (ukránul: Палац спорту, magyar átírásban: Palac szportu) multifunkciós fedett sportközpont Ukrajna fővárosában, Kijevben. Építését 1958-ban kezdték, 1960. december 9-én nyitották meg. Kijev központi részén, a Cserepanov-hegyen (Cserepanova hora) található. A létesítmény sportesemények mellett koncerteknek és kiállításoknak is helyet ad. A Sportpalota állami tulajdonban van, üzemeltetője a Kijivszkij palac szportu részvénytársaság (KPSZ).